# STX OSV 控股
STX OSV 控股有限公司，簡稱STX OSV 控股（英語：STX OSV Holdings Limited，SGX：MS7），在2000年於挪威成立。
業務在全球建造用于岸外油气勘探、生产及服务之岸外和专门船只的国际企业。而股份在2010年11月12日於新加坡交易所主板上市。招股價為0.79新加坡元，發行股份為325,646,000股，集資額為260,000,000新加坡元。也是首家挪威企業於新加坡上市。
總部位於Molovegen 6 NO-6004 Ålesund Norway。主席為Jong Chul Lee，總裁為Roy Reite。

## 連結
- STXOSV.com[永久]